# میکوهازا
میکوهازا (به مجاری:  Mikóháza) یک منطقهٔ مسکونی در مجارستان است که در بورشود-آبااوی-زمپلن واقع شده‌است.